# UbuWeb
UbuWeb est un site web anglophone non-commercial, fondé en novembre 1996 et maintenu jusqu'en 2024 par le poète et critique musical Kenneth Goldsmith,.
On peut y trouver, par exemple, des fichiers mp3 et des vidéos. Les fichiers disponibles couvrent différents domaines, la musique contemporaine, concrète, improvisée ou free jazz ; le cinéma underground et expérimental, les essais filmés ou encore la poésie sonore,.
Le contenu du site est enrichi par les dons de documents rares ou épuisés faits par des collectionneurs, qui sont ensuite mis en ligne. Qui plus est, certains éditeurs autorisent le site à mettre en ligne des enregistrements sonores ou cinématographiques que par ailleurs ils commercialisent, souvent sous forme de boîtes-objets.